# Kolarstwo na Letnich Igrzyskach Olimpijskich 2020 – cross-country kobiet
Wyścig cross-country kobiet podczas XXXII Letnich Igrzysk Olimpijskich w Tokio odbył się 27 lipca 2021. Do rywalizacji przystąpiło 38 sportowców z 29 krajów. Areną zawodów był tor Izu MTB Course w Izu. Wszystkie miejsca na podium wywalczyły Szwajcarki. Mistrzynią olimpijską została Jolanda Neff, wicemistrzynią Sina Frei, a brąz zdobyła Linda Indergand.

## Kwalifikacje
Każdy narodowy komitet olimpijski mógł wystawić maksymalnie trzy zawodniczki. 30 miejsc przydzielono według pozycji kraju w rankingu UCI:
- państwa z miejsc 1-2.: 3 kolarzy
- państwa z miejsc 3-7.: 2 kolarzy
- państwa z miejsc 8-21.: 1 kolarz

Dodatkowo kwalifikacje uzyskało po jednej najlepszej zawodniczce z mistrzostw Afryki, Ameryki, Azji oraz po dwie najlepsze zawodniczki Mistrzostw Świata w Kolarstwie Górskim 2019 w kategoriach elite oraz do lat 23, które nie uzyskały miejsca z przydziału w rankingach krajowych.
1 miejsce zostało zarezerwowane dla gospodarza igrzysk - Japonii.

## System rozgrywek
W ramach zmagań odbył się jeden wyścig masowy ze startu wspólnego. Na starcie zawodniczki ustawione były zgodnie z aktualną pozycją w rankingu światowym. Uczestniczki miały do pokonania jedną pętlę startową o długości 1,3 km oraz pięć okrążeń 3,85-kilometrowej trasy - łącznie 20,55 km. Sportowcy, którzy po okrążeniu uzyskali czas o 80% mniejszy od aktualnego lidera, byli eliminowani.

## Trasa
Izu MTB Course znajduje się w pobliżu Izu, około dwóch godzin jazdy od Tokio. Trasa liczy 4,1 km długości. Suma przewyższeń wynosi 150 m. Została wybudowana specjalnie na igrzyska i jest bardzo techniczna. Uznana została za trudniejszą od poprzednich tras olimpijskich.

## Terminarz
godziny zostały podane w czasie japońskim (UTC+9) oraz polskim (CEST)
| Data          | Godzina rozpoczęcia | Godzina rozpoczęcia |       |
| Data          | UTC+9               | CEST                |       |
| ------------- | ------------------- | ------------------- | ----- |
| 27 lipca 2021 | 15:00               | 08:00               | Finał |

## Wyniki
| Pozycja | Zawodniczka            | Reprezentacja               | Czas    | Strata  |
| ------- | ---------------------- | --------------------------- | ------- | ------- |
| złoto   | Jolanda Neff           | Szwajcaria                  | 1:15:46 | -       |
| srebro  | Sina Frei              | Szwajcaria                  | 1:16:57 | +1:11   |
| brąz    | Linda Indergand        | Szwajcaria                  | 1:17:05 | +1:19   |
| 4       | Kata Blanka Vas        | Węgry                       | 1:17:55 | +2:09   |
| 5       | Anne Terpstra          | Holandia                    | 1:18:21 | +2:35   |
| 6       | Loana Lecomte          | Francja                     | 1:18:43 | +2:57   |
| 7       | Evie Richards          | Wielka Brytania             | 1:19:09 | +3:23   |
| 8       | Jana Bełomoina         | Ukraina                     | 1:19:40 | +3:54   |
| 9       | Haley Batten           | Stany Zjednoczone           | 1:20:13 | +4:27   |
| 10      | Pauline Ferrand-Prévot | Francja                     | 1:20:18 | + 4:32  |
| 11      | Anne Tauber            | Holandia                    | 1:20:18 | + 4:32  |
| 12      | Malene Degn            | Dania                       | 1:20:34 | + 4:48  |
| 13      | Caroline Bohé          | Dania                       | 1:20:57 | + 5:11  |
| 14      | Jenny Rissveds         | Szwecja                     | 1:21:28 | + 5:42  |
| 15      | Kate Courtney          | Stany Zjednoczone           | 1:22:19 | + 6:33  |
| 16      | Daniela Campuzano      | Meksyk                      | 1:22:50 | + 7:04  |
| 17      | Janika Lõiv            | Estonia                     | 1:23:17 | + 7:31  |
| 18      | Catharine Pendrel      | Kanada                      | 1:23:47 | + 8:01  |
| 19      | Ronja Eibl             | Niemcy                      | 1:23:59 | + 8:13  |
| 20      | Maja Włoszczowska      | Polska                      | 1:24:25 | +8:39   |
| 21      | Tanja Žakelj           | Słowenia                    | 1:24:38 | + 8:52  |
| 22      | Jitka Čábelická        | Czechy                      | 1:25:00 | + 9:14  |
| 23      | Sofía Gómez Villafañe  | Argentyna                   | 1:25:13 | + 9:27  |
| 24      | Candice Lill           | Południowa Afryka           | 1:26:20 | + 10:34 |
| 25      | Eva Lechner            | Włochy                      | 1:26:26 | + 10:40 |
| 26      | Rocío del Alba García  | Hiszpania                   | 1:26:32 | + 10:46 |
| 27      | Raquel Queirós         | Portugalia                  | 1:27:46 | + 12:00 |
| 28      | Rebecca McConnell      | Australia                   | 1:30:29 | + 14:43 |
| 29      | Haley Smith            | Kanada                      | -1 okr. | -1 okr. |
| 30      | Wiktorija Kirsanowa    | Rosyjski Komitet Olimpijski | -1 okr. | -1 okr. |
| 31      | Erin Huck              | Stany Zjednoczone           | -1 okr. | -1 okr. |
| 32      | Elisabeth Brandau      | Niemcy                      | -1 okr. | -1 okr. |
| 33      | Githa Michiels         | Belgia                      | -2 okr. | -2 okr. |
| 34      | Yao Bianwa             | Chiny                       | -2 okr. | -2 okr. |
| 35      | Jaqueline Mourão       | Brazylia                    | -2 okr. | -2 okr. |
| 36      | Michelle Vorster       | Namibia                     | -3 okr. | -3 okr. |
| 37      | Miho Imai              | Japonia                     | -3 okr. | -3 okr. |
| -       | Laura Stigger          | Austria                     | DNF     | DNF     |